# Formule 3000 v roce 1989
Formule 3000 v roce 1989 byla pátým ročníkem disciplíny Formule 3000. Uskutečnilo se 10 Velkých cen této formule a mistrem světa se stal francouzský jezdec Jean Alesi s vozem Reynard 89D.

## Pravidla
Boduje prvních 6 jezdců podle klíče:
- První - 9 bodů
- Druhý - 6 bodů
- Třetí - 4 body
- Čtvrtý - 3 body
- Pátý - 2 body
- Šestý - 1 bod

## Velké ceny
| Datum        | Závod                         | Vítěz             | Vůz         | Výsledky |
| ------------ | ----------------------------- | ----------------- | ----------- | -------- |
| 9. duben     | BRDC International Trophy     | Thomas Danielsson | Reynard 89D | Výsledky |
| 30. duben    | Gran Premio di Roma           | Martin Donnelly   | Reynard 89D | Výsledky |
| 15. květen   | Grand Prix Pau                | Jean Alesi        | Reynard 89D | Výsledky |
| 4. červen    | Jerez                         | Eric Bernard      | Lola T89/50 | Výsledky |
| 23. červenec | Gran Premio dell Mediterraneo | Andrea Chiesa     | Reynard 89D | Výsledky |
| 20. srpen    | Brands Hatch                  | Martin Donnelly   | Reynard 89D | Výsledky |
| 28. srpen    | Birmingham                    | Jean Alesi        | Reynard 89D | Výsledky |
| 16. září     | Spa                           | Jean Alesi        | Reynard 89D | Výsledky |
| 24. září     | Le Mans                       | Erik Comas        | Lola T89/50 | Výsledky |
| 22. října    | Dijon                         | Erik Comas        | Lola T89/50 | Výsledky |

## Konečné hodnocení Mistrovství Světa

### Jezdci
| P  | Jezdec               | Body             |
| -- | -------------------- | ---------------- |
| 1  | Jean Alesi           | 39 (3 vítězství) |
| 2  | Erik Comas           | 39 (2 vítězství) |
| 3  | Eric Bernard         | 25               |
| 4  | Marco Apicella       | 23               |
| 5  | Eric Van De Poele    | 19               |
| 6  | Andrea Chiesa        | 15               |
| 7  | Thomas Danielsson    | 14               |
| 8  | Martin Donnelly      | 13               |
| 9  | Eddie Irvine         | 11               |
| 10 | Fabrizio Giovanardi  | 9                |
| 11 | Mark Blundell        | 8                |
| 12 | Claudio Langes       | 7                |
| 13 | Philippe Favre       | 6                |
| 14 | J J Lehto            | 6                |
| 15 | Andrew Gilbert-Scott | 4                |
| 16 | Alain Ferté          | 3                |
| 17 | Stephane Proulx      | 2                |
| 18 | Emanuele Naspetti    | 2                |
| 19 | Gary Evans           | 2                |
| 20 | Gary Brabham         | 2                |